# Moro (Pakistan)
Moro (Sindhi مورو, Urdu مورو) ist der Verwaltungssitz des Tehsil Moro in dem Distrikt Naushahro Feroze in der Provinz Sindh in Pakistan.

## Bevölkerungsentwicklung
| Zensusjahr | Einwohnerzahl |
| ---------- | ------------- |
| 1972       | 19.132        |
| 1981       | 30.340        |
| 1998       | 61.033        |
| 2017       | 95.398        |